# Dix Taureaux
Les dix taureaux ou encore les dix images du buffle (chinois 十牛圖, pinyin Shíniú tú; japonais 十牛図 - jūgyūzu) sont une série de dix poèmes utilisés dans les traditions bouddhistes chan, zen et rinzai, chacun étant, le plus souvent, accompagné d'une illustration. L'ensemble présente et figure les étapes de l'entraînement religieux qui conduit à terme le pratiquant à l'éveil et à la véritable libération. Le nombre d'étapes peut cependant varier selon les versions : quatre, cinq, six, huit, dix ou douze tableaux. Poèmes et images décrivent le cheminement d'un bouvier qui cherche un buffle sauvage et qui, l'ayant trouvé, parvient progressivement à le pacifier et à le dresser.
Ce thème du bouvier et du taureau apparaît déjà dans la littérature bouddhique des premiers siècles de notre ère, et il se développe en Chine dans l'école chan à partir du viiie siècle, puis au Japon. Par ailleurs, on retrouve aussi ce thème dans le bouddhisme tibétain, avec un éléphant en lieu et place du taureau, ainsi que dans le taoïsme, où le taureau est remplacé par un cheval. Les versions les plus célèbres de ce dressage du buffle sont celles en dix tableaux, en particulier les versions dues à Pumping et à Kuoan Shiyuan (廓庵師遠, Kuòān Shīyuǎn, Kuo-an Shih-yuan; japonais: Kakuan), qui datent du xiie siècle. La première sera particulièrement populaire en Chine, la seconde au Japon. Par ailleurs, ces deux versions présentent une conception de l'éveil de type gradualiste pour la première et subitiste pour la seconde.

## Histoire

### Canevas général de l'histoire du buffle
Dans leur principe, les différentes versions de ces tableaux montrent un jeune bouvier qui cherche un buffle sauvage dans la campagne afin de le dompter et le dresser. Ce bouvier symbolise le pratiquant qui veut maîtriser le « buffle » de son ego et de son mental en proie au jeu des pensées et des passions, de manière à mettre son esprit illuminé et pacifié au service de tous les êtres. En principe, chaque tableau porte un titre et s'accompagne de commentaires sous forme de poème. L'ensemble déroule donc le processus de l'éveil à travers la pacification du chaos de l'esprit, et de la réalisation de la véritable véritable de l'être humain, à savoir la nature de bouddha.

### Origine de la métaphore du buffle
Le thème du dressage du buffle est en fait très ancien, et on peut en trouver l'origine dans le canon pali, où il apparaît dans plusieurs sutras. On le retrouve aussi dans l'Ekottaragama chinois déjà durant les premiers siècles de l'histoire du bouddhisme en Chine. Et on rencontre encore ce thème dans la littérature bouddhique du ive siècle, dans une traduction en chinois due à Kumarajiva d'un sutra « hinâyâniste » intitulé Sutra du dressage du buffle (chinois: Fang niu jing). Le Bouddha y dresse un parallèle entre une série de onze méthodes utilisées par un bouvier pour garder et soigner les buffles et une série de onze méthodes, elle aussi, qui permettent d'atteindre la libération. Il explique au disciple que pour maîtriser son esprit, il doit développer les mêmes qualités que celles que met en œuvre un bon bouvier qui veut domestiquer son buffle. 
Il existe une autre source ancienne, aussi traduite par Kumarajiva, le Sutra de l'enseignement transmis (chinois: Yijiao jing), qui, elle, compare le dressage d'un buffle, d'un éléphant et d'un cheval, trois animaux que l'on retrouve dans différentes traditions textuelles. Le Bouddha recommande à ses disciples de maîtriser les organes des sens afin de ne pas les laisser retomber dans le désir: « Ô bhiksu, (...) soyez comme le bouvier qui, un bâton à la main, garde [ses buffles] et ne les laisse pas piétiner les rizières des autres. Si vous laissez aller vos cinq sens,, non seulement vos désirs seront sans limites, mais vous ne pourrez plus les contrôler. Il en est comme d'un cheval farouche : s'il n'est pas maîtrisé, il conduit l'homme dans l'abîme. Le cœur est le maître des cinq sens, c'est pourquoi il convient que vous maîtrisiez votre cœur (...). Il en est comme d'un éléphant sans crochet (...). »
Le dressage du buffle est également repris dans les sutra du Mahayana, en particulier dans le Traité de la grande vertu de sagesse, attribué à Nagarjuna, et dans le Sutra du Lotus, un des textes les plus populaires de ce courant. À propos de cet ouvrage, D.T. Suzuki mentionne la parabole des trois chars développée au chapitre trois, dans laquelle le buffle joue un rôle important. L'histoire met en scène trois enfants dans une maison en feu, qui poursuivent leurs jeux comme si de rien n'était. Depuis l'extérieur, leur père s'efforce de les convaincre de sortir en leur promettant à chacun un char, l'un attelé à une chèvre, le deuxième à un daim, le troisième à un buffle. Ils acceptent, mais quand ils quittent la maison, le père les fait monter dans un seul char, spacieux et décoré somptueusement, tiré par des buffles . Ce grand véhicule « attelé de buffles blancs blancs, superbes et rapides » remplace les trois autres, et il conduit directement à « l'Illumination suprême » car il est le véhicule unique des Bodhisattva,.
Suzuki conclut que, par la suite, la littérature zen a souvent fait référence à « la vache blanche sur la place du village » ou à la vache d'une manière générale. Et il rapporte à titre d'exemple cet analecte de Baizhang Huaihai (en) (720-814) qui dialogue avec Taï-an de Fou-tcheou (Fuzhou). Celui-ci demande à Baizhang: « Je désire être instruit sur le bouddhisme; qu'est-ce que c'est ? Baizhang répondit: — C'est comme si vous cherchiez un bœuf alors que vous êtes monté sur son dos. — Que devrai-je faire lorsque je saurai? — C'est comme si vous rentriez chez vous sur son dos. — Comment dois-je prendre soin de lui tout le temps afin d'être en accord avec le [Dharma]? Le maître lui dit alors: — Vous devez vous conduire comme un pâtre qui, portant un bâton, veille à ce que son bétail ne vagabonde pas dans la rizière d'un autre. » Et Suzuki d'ajouter que les histoires en dix tableaux qui suivront sont un symbole du même type, bien que développé de façon plus systématique.
Il est donc clair que le buffle a été un symbole de l'entraînement spirituel déjà dans le bouddhisme indien du petit et du grand véhicule (Hînayâna et Mahâyâna), avant qu'il ne devienne particulièrement courant dans l'école chan.

### Développement dans l'école chan
La sinologue Catherine Despeux précise que dans l'école chan, le dressage du buffle comme métaphore du chemin vers l'éveil apparaît au VIIe siècle, sous la dynastie Tang. Elle souligne que différents maîtres reprennent cette comparaison, parmi lesquels on mentionnera Nanyue Huairang (en)(jap. Nangaku Ejõ [677–744]), Baizhang Huaihai (déjà cité) et Linji (mort en 866). Ainsi, Nangaku Huairang explique à son disciple Mazu Daoyi que la méditation n'est pas seulement une discipline du corps, mais que c'est surtout un travail sur l'esprit. Et pour l'aider à comprendre cela, il lui demande: « Il en est comme d'un buffle attelé à un chariot. Si le chariot n'avance pas, frappe-t-on le chariot ou le buffle? » L'histoire du dressage du buffle se répandra via Mazu et ses disciples, et elle doit ce succès au fait que cette métaphore est très parlante dans une société essentiellement rurale.
Quelques siècles plus tard, sans doute vers le Xe – XIe siècle, on trouve des ensembles présentant des séries dotées chacune d'un titre, de poèmes et d'illustrations, séries dans lesquelles le dressage du buffle passe par plusieurs étapes. Selon Catherine Despeux, il ne s'agit pas là de faits isolés. On observe en effet sous la dynastie Song une tendance à mettre en image les idées philosophiques. Par ailleurs, les lettrés commencent à considérer le bouddhisme chan comme un moyen d'expression littéraire. Sous cette double influence, on voit donc apparaître des dessins du dressage du buffle, accompagnés de poèmes, la poésie étant un moyen d'expression très apprécié de ces lettrés ainsi que des maîtres chan. Cela permettait aussi de rendre plus concrètes et accessibles les idées souvent abstruses du Chan. À quoi vient s'ajouter le fait que diffusion de ces représentations graphiques profite du développement et de l'expansion de la xylographie. Cette technique permettra donc la diffusion à large échelle, entre autres œuvres, d'écrits bouddhiques, souvent illustrés.
Ces ensembles varient par leur nombre de tableaux (quatre, cinq, six, huit, dix ou douze). Mais bientôt la version en dix tableaux deviendra la plus populaire, et c'est elle qui va se perpétuer. On peut mentionner deux versions principales de cette série en dix tableaux. L'une est due à Dabai Puming (普明, Pǔ Míng, P'u-ming), auteur dont on ne sait pas grand-chose. Il se peut même que ce nom fasse référence à un temple plutôt qu'à un auteur. La plus ancienne mention de cette série se trouve dans un ouvrage de la fin du xiie siècle, le Qingyi lu, qui parle les dix poèmes de Puming. On peut donc affirmer que la série de Puming est antérieure à cette mention, mais sans plus de précision. Dans cette version — qui connut un vif succès en Chine — le buffle blanchit progressivement à mesure qu'on avance dans les dix étapes, ce qui est le signe d'une conception « gradualiste » de l'éveil. L'autre version, du xiie siècle, est due à Kuoan Shiyuan, un moine rinzai japonais, et elle est la plus répandue au Japon. Elle se rapproche de la conception « subitiste » de l'éveil. Elle a été illustrée par le peintre Tenshō Shūbun (1414-1453).

## Les versions en dix étapes: gradualismevssubitisme
L'ensemble des dix tableaux présente en général un jeune bouvier qui part à la recherche d'un taureau sauvage qu'il a l'intention de domestiquer. Le bouvier symbolise le pratiquant qui désire en fait domestiquer le taureau de ses pensées vagabondes de manière à pouvoir mettre son esprit au service des êtres sensibles. Il atteint son but grâce à la discipline et une auto-transformation. Les versions de Puming et Kuoan ne portent toutefois pas les mêmes titres, car leur approche respective diffère l'une de l'autre.

### Puming
Une des principales différences tient à la conception de l'éveil. Dans la version de Puming, peu à peu, le taureau devient peu à peu blanc, ce qui signifie que l'éveil se fait progressivement. Autrement dit, on a affaire ici à un cheminement progressif (ou gradualiste) vers l'éveil, « qui consiste à nettoyer l'esprit pour voir sa nature profonde, à enlever ce qui l'obscurcit, pour arriver à la luminosité, à l'éveil ». Dans les images qui accompagnent cette série, outre le blanchissement progressif du buffle, on découvre dans le ciel de la première peinture un nuage noir qui lui aussi symbolise l'obscurcissement de l'esprit, et qui sera remplacé plus tard par le soleil. Progressivement, l'esprit ordinaire est dressé et il n'est donc plus nécessaire de l'attacher, raison pour laquelle au cinquième tableau, le bouvier libère le buffle de ses liens. Le bouvier est alors dans un état de confiance et de concentration: il se rend compte que tout est déjà là, présent en lui-même. Mais dans les titres des tableaux, c'est seulement au sixième que le dressage disparaît, sans toutefois que le travail soit terminé. Car l'éveil n'est atteint qu'à la dernière étape, symbolisée par un cercle vide, qui marque la préséance de l'éveil sur le monde phénoménal.

### Kuonan
À l'inverse, la version de Kuonan présente une vision « subitiste »: l'éveil est une expérience soudaine, qui survient à un certain moment, aparraissant à la fois subit et complet. Mais surtout, « dans cette idée de subitisme, [on a] l'idée que dans l'expérience ultime, la Nature de Bouddha et le monde ordinaire sont saisis simultanément. Il y a identité de ces deux choses, et il n'y a aucune raison de donner plus d'importance à un aspect plutôt qu'à l'autre. C'est la saisie simultanée de ces deux aspects qui représente vraiment la compréhension ultime dans cette vision. » D'ailleurs, dans chaque tableau de Shûbun, la scène est représentée dans un cercle qui figure l'Absolu et qui est une représentation de la célèbre formule du sutra du Cœur de la Grande Sagesse : « les formes [ou les phénomènes] ne sont pas différentes du vide et le vide n’est pas différent des formes [ou des phénomènes]. » Ainsi donc, ce cercle indique la simultanéité entre l'absolu, l'aspect global, totalitaire de l'expérience de l'éveil et le monde ordinaire avec tous les phénomènes.« la simultanéité entre l'absolu, l'aspect global, totalitaire de l'expérience de l'éveil et le monde ordinaire avec tous les phénomènes. » Il n'y a donc pas de progression, avec blanchiment du buffle.
D'autre part, dans les titres des poèmes de la version de Kuoan, le dressage n'est mentionné qu'une fois, dans le cinquième tableau, contrairement à la version de Puming. Pour celui-ci, le taureau doit être maîtrisé et dressé au moyen d'une attention constante et de l'utilisation du fouet. Au contraire, dans la version de Kuonan, l'homme et le taureau disparaissent déjà dans la huitième image, qui représente uniquement le cercle vide, symbole de « l'oubli du petit moi ordinaire et d'une certaine quête: il n'y a plus rien à chercher. » Cela montre que l'éveil n'est pas séparé du monde phénoménal et que « l'expérience de l'éveil ne coupe pas des activités quotidiennes mais les éclaire d'un jour nouveau ». En effet, les deux images qui suivent « symbolis[e]nt l'intégration du sage dans la vie quotidienne ». Dans la dixième et dernière image on découvre un petit homme — le bouvier, celui qui a commencé sa quête dans le premier tableau — qui fait face à un homme ventripotent, vêtu de hardes et portant un gros sac. C'est là l'image du sage éveillé souvent représenté de cette manière dans le chan, à savoir un homme ordinaire, qui va dans les marchés pour convertir les êtres, mais sans faire étalage de son parcours vers l'éveil ni de sa sainteté. Et la présence simultanée de ces deux personnages symbolise le fait que tout le monde a déjà la nature de bouddha, et qu'il n'y a donc rien à chercher: tout est déjà là.
En définitive, la version de Puming met l'accent sur la méditation assise et le travail quotidien qui permettront au pratiquant d'atteindre graduellement l'éveil, tandis que celle de Kuoan se concentre sur le caractère subit de l'éveil. Chez Puming, l'esprit se purifie peu à peu (et c'est pourquoi le taureau blanchit), alors que chez Kuoan, le taureau est en quelque sorte blanc dès le début, et le bouvier recherche une bête qui n'a jamais été perdue, à savoir notre nature véritable, notre nature de Bouddha.
On peut alors comprendre les symboles des tableaux: l'homme est l'être humain; le bouvier, la partie de cet homme qui cherche sa véritable nature; corde et fouet représentent les moyens habiles qui permettent à l'esprit d'atteindre l'éveil; enfin, le dressage indique que le travail pour atteindre l'éveil est quotidien, et qu'il nécessite patience diligence et effort constant.

### Gradualismevssubitisme?
Dans son commentaire des Dix Tableaux, DT Suzuki relève que l'ouverture de l'esprit que constitue l'éveil ne peut être autre que subit et immédiat, introduisant une discontinuité dans l'existence. Le satori ne se produit pas comme « un lever de soleil » qui illumine progressivement le paysage, mais bien plutôt comme « un phénomène instantané de congélation ». Pourtant, les lois psychologiques de l'esprit ne peuvent faire fi du temps. Nous sommes certes déjà des bouddhas, mais dans notre vie ordinaire soumise au temps et aux lois psychologiques, nous connaissons « divers degrés de développement spirituel », si bien que « [l'on peut] parler de réalisation graduelle et progressive [de l'éveil] en nous ». C'est ce qui explique que le premier patriarche du zen, Bodhidharma, ait dit à ses trois disciples que le premier avait eu « la peau du zen », la deuxième (il s'agit d'une nonne) « la chair » et le troisième — Eka, qui sera son successeur — « la moelle (ou l'essence) ». C'est pourquoi Suzuki affirme qu'il n'est pas contradictoire avec le satori, l'éveil immédiat, de « déclarer qu'en fait il y a dans la vision une réalisation progressive qui mène de plus en plus dans la vérité du Zen et finit par aboutir à une identification complète avec elle. »
| Puming                     | Kuoan                                                           |
| -------------------------- | --------------------------------------------------------------- |
| 1. Pas encore dressé       | 1. À la recherche du buffle                                     |
| 2. Début du dressage       | 2. Les empreintes sont visibles                                 |
| 3. Le dressage             | 3. Le buffle est visible                                        |
| 4. L'animal tourne la tête | 4. Le buffle est attrapé                                        |
| 5. L'animal est dressé     | 5. Dressage du buffle                                           |
| 6. Sans obstacle           | 6. Retour à la maison, sur le dos du buffle                     |
| 7. Suivre le naturel       | 7. Le buffle est oublié, l'homme reste seul                     |
| 8. Oubli réciproque        | 8. Homme et buffle sont oubliés                                 |
| 9. Illumination solitaire  | 9. Retour à l'origine, à la source                              |
| 10. Disparition des deux   | 10. Il entre dans la ville, les mains couvertes de bénédictions |

## Autres versions
À côté de ces versions célèbres en dix tableaux, la recherche a montré qu'il existe pas moins d'une quinzaine d'autres versions du dressage du buffle.

### Les versions en quatre, six, huit ou douze étapes
Outre leur longueur, ces version du bouddhisme chan qui datent des XIe et XIIe siècles diffèrent par leur longueur, bien sûr, mais aussi par la couleur du taureau: il peut être soit noir soit blanc du début à la fin, soit blanchir peu à peu, ou encore blanchir et ensuite redevenir noir. Ces versions varient aussi par le nombre de tableaux: quatre, cinq, six, huit, dix ou douze. Tout cela indique que le thème fut populaire, en particulier dans diverses branches du courant chan.

### Le dressage du cheval dans le taoïsme
Catehrine Despeux présente une version qui remplace le buffle par un cheval, et qui est due à un moine taoïste du nom de Gao Daokuan (1195 - 1227). Celui-ci vécut d'abord dans la province du Shanxi, dont il s'enfuit pour éviter les troubles que connaissaient le Nord de la Chine, en émigrant au centre du pays, près de Chang'an, avant qu'il ne s'installe sur le Mont Zhongan (en). Il appartenait à une école à tendance syncrétique, qui réunissait des éléments du taoïsme, du confucianisme et du bouddhisme, et sa version du dressage apparaît dans un bref traité intitulé Trois principes essentiels de la culture de la perfection selon le Véhicule supérieur. Les poèmes qui accompagnent les douze tableaux de cette version sont d'ailleurs très influencés par le chan, au point qu'on pourrait presque croire qu'ils se rattachent entièrement à ce courant. Et Gao Daokuan connaissait certainement les versions qui mettent en scène un blanchissement progressif du buffle, car il mentionne ce dernier.
Dans le taoïsme, le cheminement vers l'éveil et sa réalisation se font en tenant compte de ce que corps et esprit se transforment mutuellement et son dépendants l'un de l'autre. Et le texte — important — de Gao Doakuan présente d'une part le dressage du cheval (les douze tableaux) et d'autre part les principes de transformation du corps, de ses émotions et de soi à travers des méthodes spécifiques.
Ainsi qu'on l'a mentionné plus haut, on trouve la mention du dressage du cheval dans les textes bouddhiques, si bien qu'on peut légitimement de se demander s'il n'y a pas eu des versions antérieures à celle-ci. Pour Catherine Despeux, un certain nombre d'indices textuels laissent penser qu'une telle version existait déjà à l'époque Song dans les cercles chan et néoconfucéens. Toutefois, à ses yeux, le choix d'un cheval peut aussi marquer la volonté de se démarquer du bouddhisme, et par ailleurs de privilégier un thème que les taoïstes connaissent mieux — et Despeux de s'appuyer sur plusieurs mentions du cheval dans la littérature taoïste, comme celui-ci par exemple: « Apaisez votre esprit et fixez la Pensée (...) Chevauchez l'esprit et domptez le cheval. » Cela est cohérent avec une civilisation dans laquelle le cheval occupe une place importante — bien plus que le buffle — et qu'on trouve dans la culture chinoise, de nombreuses représentations artistiques du cheval, à côté de plusieurs traités équestres. Enfin, le cheval étant un principe yang (contrairement au buffle qui est yin), et le principe yang étant le but de la transformation du corps, il est probable que le choix du cheval correspondait mieux aux conceptions taoïstes, et qu'il a aussi permis aux taoïstes de se démarquer des bouddhistes qui étaient tout de même leurs rivaux.

### Le dressage de l'éléphant dans le bouddhisme tibétain[32],[33]
La version tibétaine que présente Catherine Despeux date du xviie siècle. Elle est courante parmi les réfugiés tibétains en diaspora en Inde et dans le monde. Le buffle est donc ici remplacé par un éléphant blanc. Le choix de cet animal pourrait être dû à la proximité linguistique des mots tibétains glang (le buffle) et glangchen (l'éléphant). Il semble cependant plus probable que cela vienne de l'importance de l'éléphant dans la culture indienne et de son apparition dans nombre de textes bouddhiques, qui ont tous deux fortement influencé le bouddhisme tibétain. Ainsi, on trouve dans un dictionnaire sanscrit-tibétain du vocabulaire bouddhiste qui date du ixe siècle, le Mahavyutpatti, la mention de nombreuses expressions qui relèvent de l'éléphant et de son dressage. Mais d'autres textes mentionnent cet animal, comme dans l'autobiographie d'un yogi tibétain du xve siècle. Parlant de l'objet de sa méditation, il déclare: « De peur qu'il ne tombe dans l'abîme d'une nouvelle naissance, j'affermis l'éléphant qu'est mon esprit par le crochet de la concentration. »
Cette version offre, en un seul et unique dessin (encadré de commentaires), une présentation très graduelle et analytique de la pratique d'un disciple, accompagné d'un éléphant, qui accomplit ses exercices de concentration, en particulier la concentration de l'esprit (samatha l'observation minutieuse de cet esprit (vipassana). Ce faisant, les deux gravissent un chemin en neuf étapes. À leur côté se trouve un singe (symbole des distractions de l'esprit) et un lièvre (symbole des distractions plus subtiles). À mesure qu'ils progressent, l'éléphant devient de plus en plus blanc, et il se laisse finalement monter par le disciple, et on voit celui-ci assis en lotus sur le dos de l'animal. Les neuf étapes correspondent à différents types de concentrations, soutenues par six forces que le disciple développe: audition (écouter, lire, comprendre les textes bouddhiques); résolution (la conviction de prendre le chemin), mémoire, augmentation de la conscience, énergie, investigation.
Mais il y a une différence importante entre cette version et celles issues de la tradition chan ou taoïste. En effet, le but du chemin n'est pas l'éveil mais l'équanimité. En outre, plusieurs détails de l'image indiquent une progression précise, et qui a ses sources dans les textes du bouddhisme indien, en particulier des écoles Yogacara et Madhyamaka, où sont présentées ces différents stades de la concentration. À cet égard, l'approche chan et taoïste diffère aussi, en ce qu'elle met en œuvre des textes poétiques, suggestifs, et qui sont laissés à l'interprétation du pratiquant.

## Le dressage du buffle dans les arts
Le thème du dressage du buffle a inspiré plusieurs peintres, mais aussi des sculpteurs, mais aussi des écrivains comme Charles Johnson (Conte du bouvier, Flammarion [The Oxherding Tale] et Taming the Ox: Buddhist Stories and Reflections on Politics, Race, Culture, and Spiritual Practice [Dresser le buffle: Histoires bouddhistes et réflexions sur la politique, la race, la culture et la pratique spirituelle]) ou encore des chanteurs comme Leonard Cohen avec sa « Ballad of the Absent Mare » (Ballade de la jument absente) dans l'album Recent Songs.
Pour ce qui est des illustrations arrivées jusqu'à nous qui accompagnent le textes de Puming ou celui de Kuoan, elles sont toutes bien ultérieures à la rédaction des poèmes : les plus anciennes remontent au milieu du xve siècle. En outre, pour la version de Kuoan, aucune de ces séries n'est due à un artiste chinois. Les œuvres anciennes sont toutes de la main d'artistes zen japonais de la fin de l'ère Muromachi (1336-1573).

### La série des dix tableaux du peintre Shūbun[note 3]

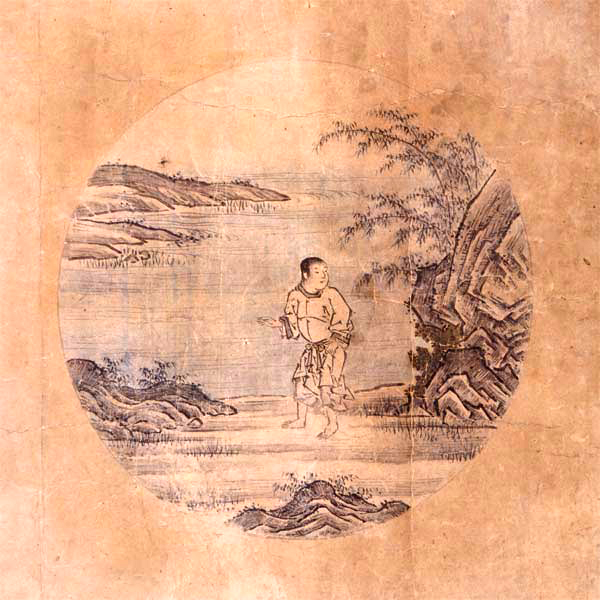
1. À la recherche du buffle
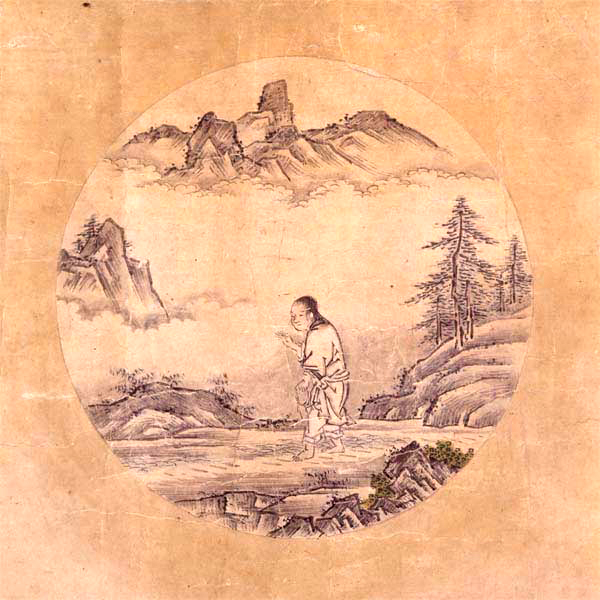
2. Découverte des traces
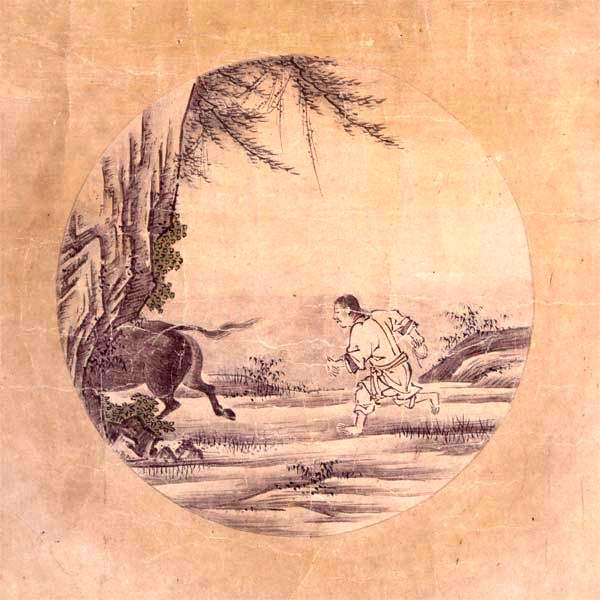
3. Découverte du buffle
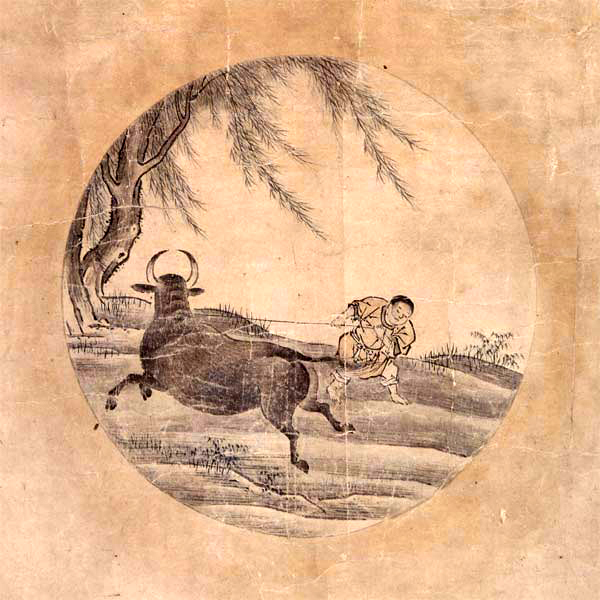
4. Capture du buffle
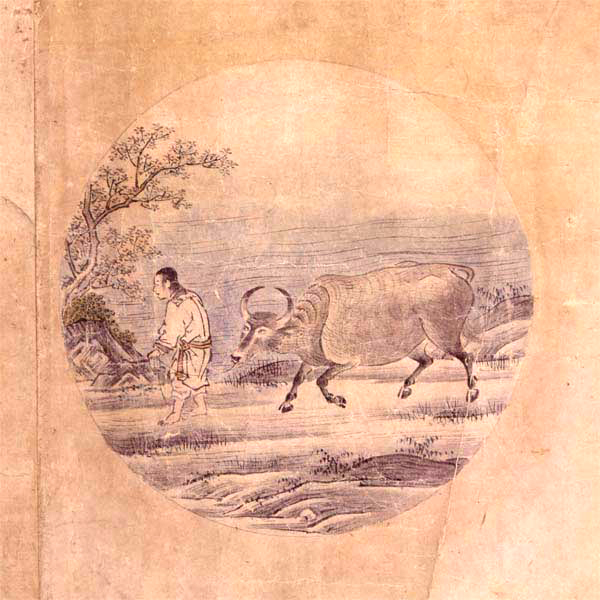
5. Pacification du buffle
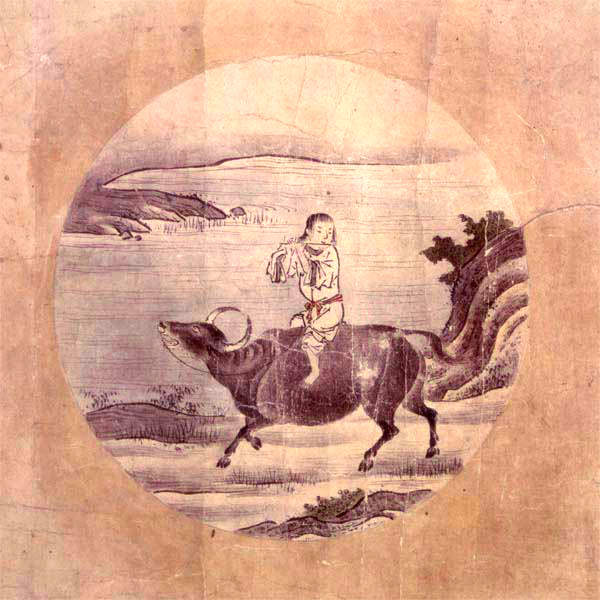
6. Retour au foyer sur le dos du buffle
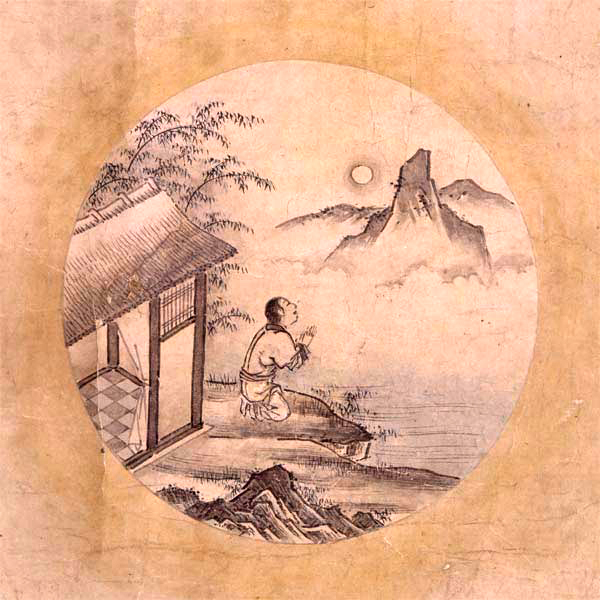
7. Le buffle oublié - L'homme reste
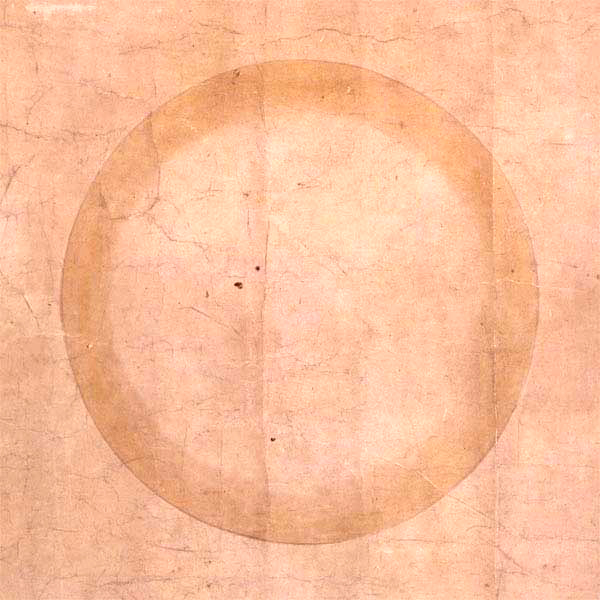
8. Homme et buffle également oubliés
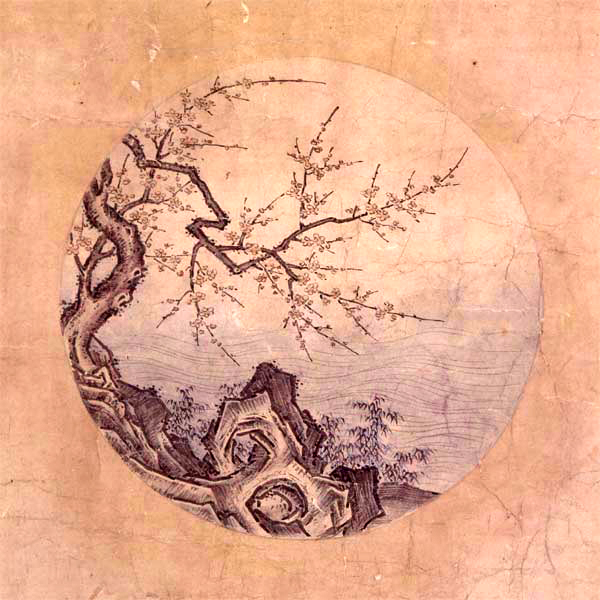
9. Retour à l'origine, à la source
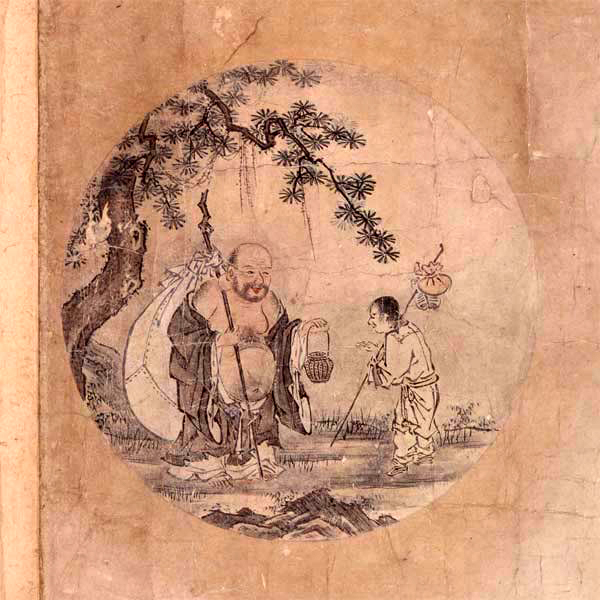
10. Entrée sur la place du marché, les mains répandant la félicité

### Les sculptures rupestres de Boadingshan
Le site de Boadingshan, dans le district de Dazu (Sichuan), offre une série de onze magnifiques hauts-reliefs rupestres sur la vie pastorale qui remontent au xiie siècle, et qui sont en fait une mise en scène du dressage du buffle. L'ensemble épouse une courbe de la falaise, et mesure 27 m de long et 5,5 m de haut.

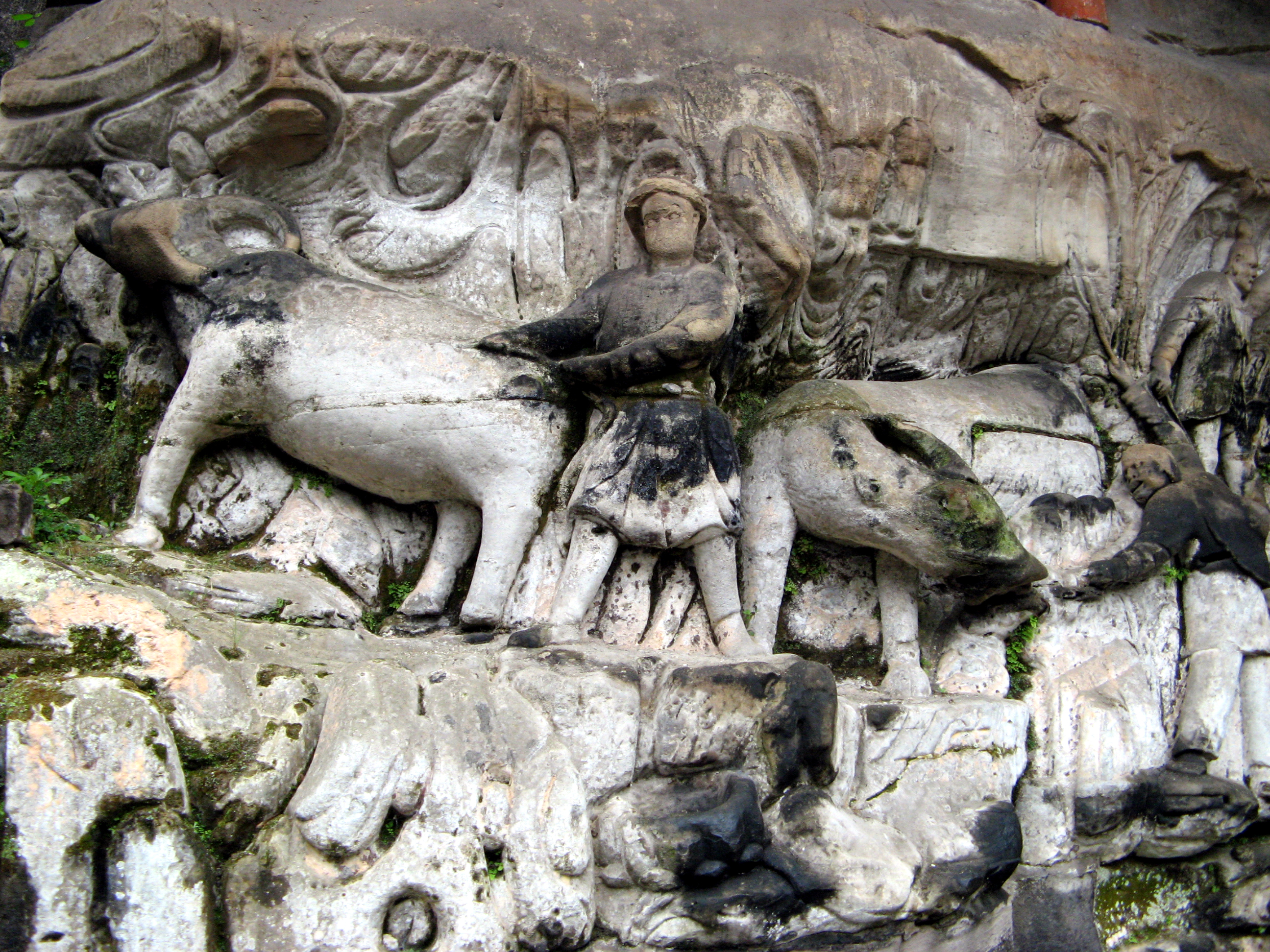
1. i) Pas encore dressé / ii) Le début du dressage (à droite).
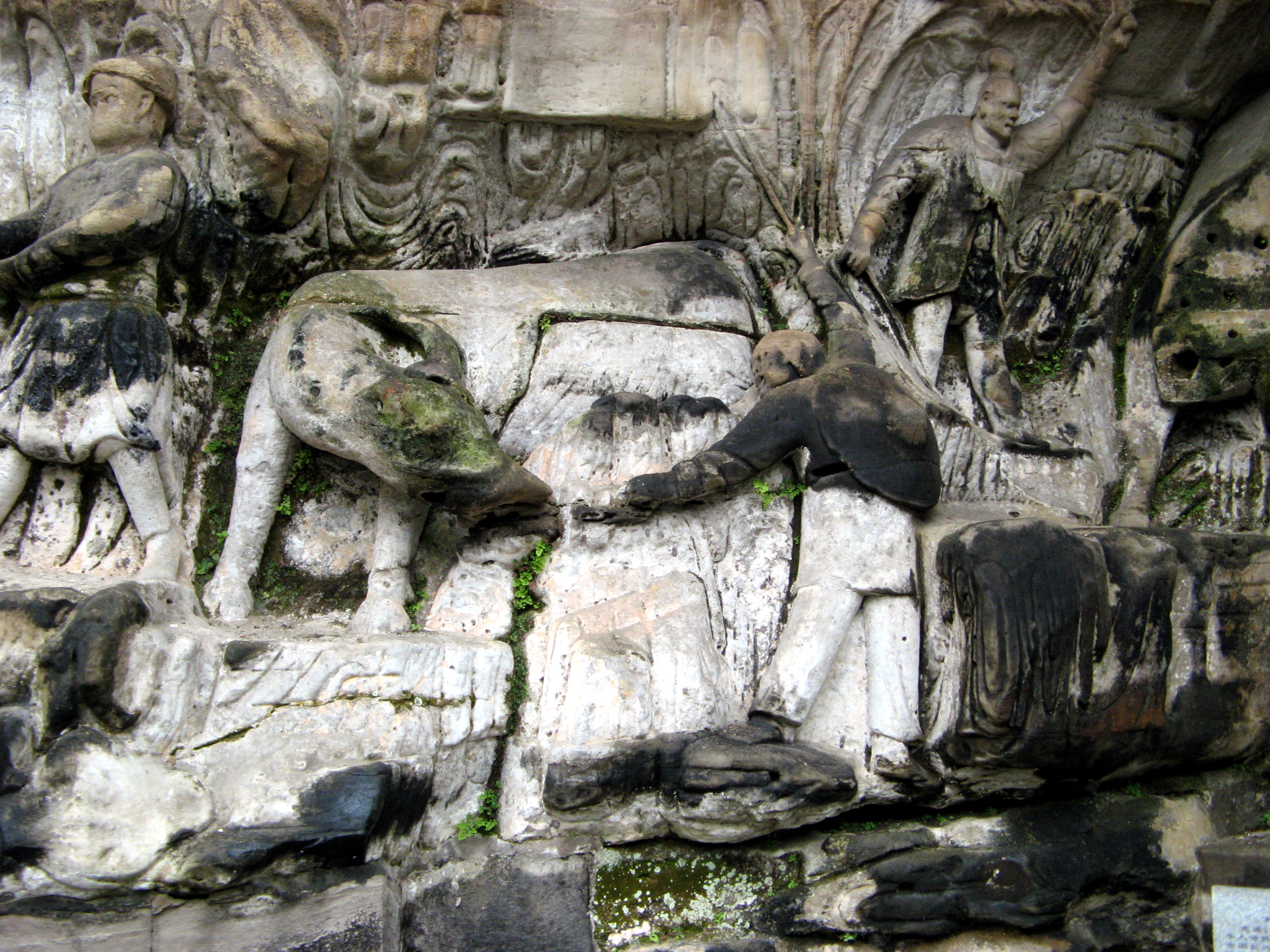
2. iii) La poursuite du dressage.
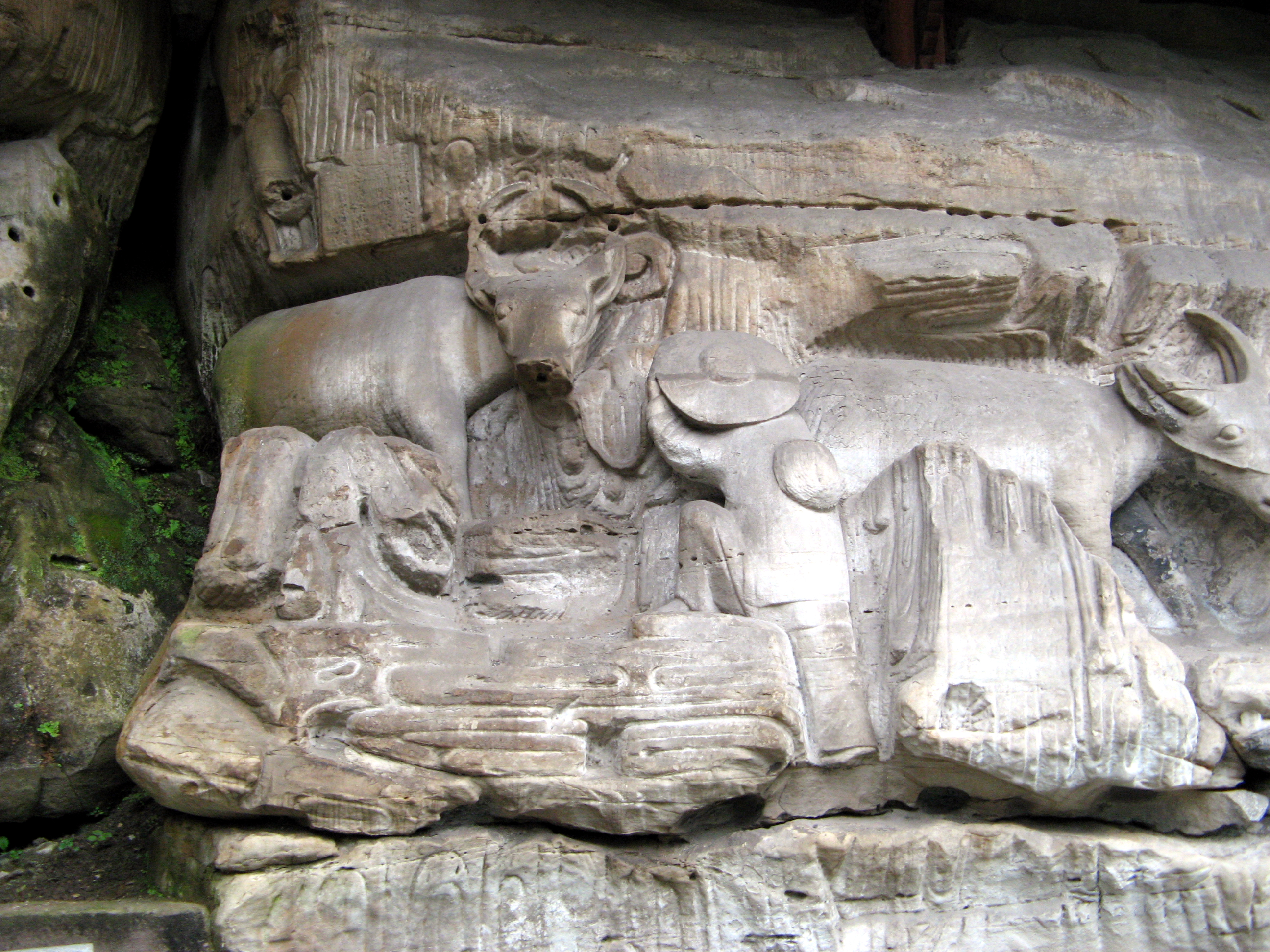
3. iv) Le buffle est dressé, mais le bouvier veille (à gauche) v) .
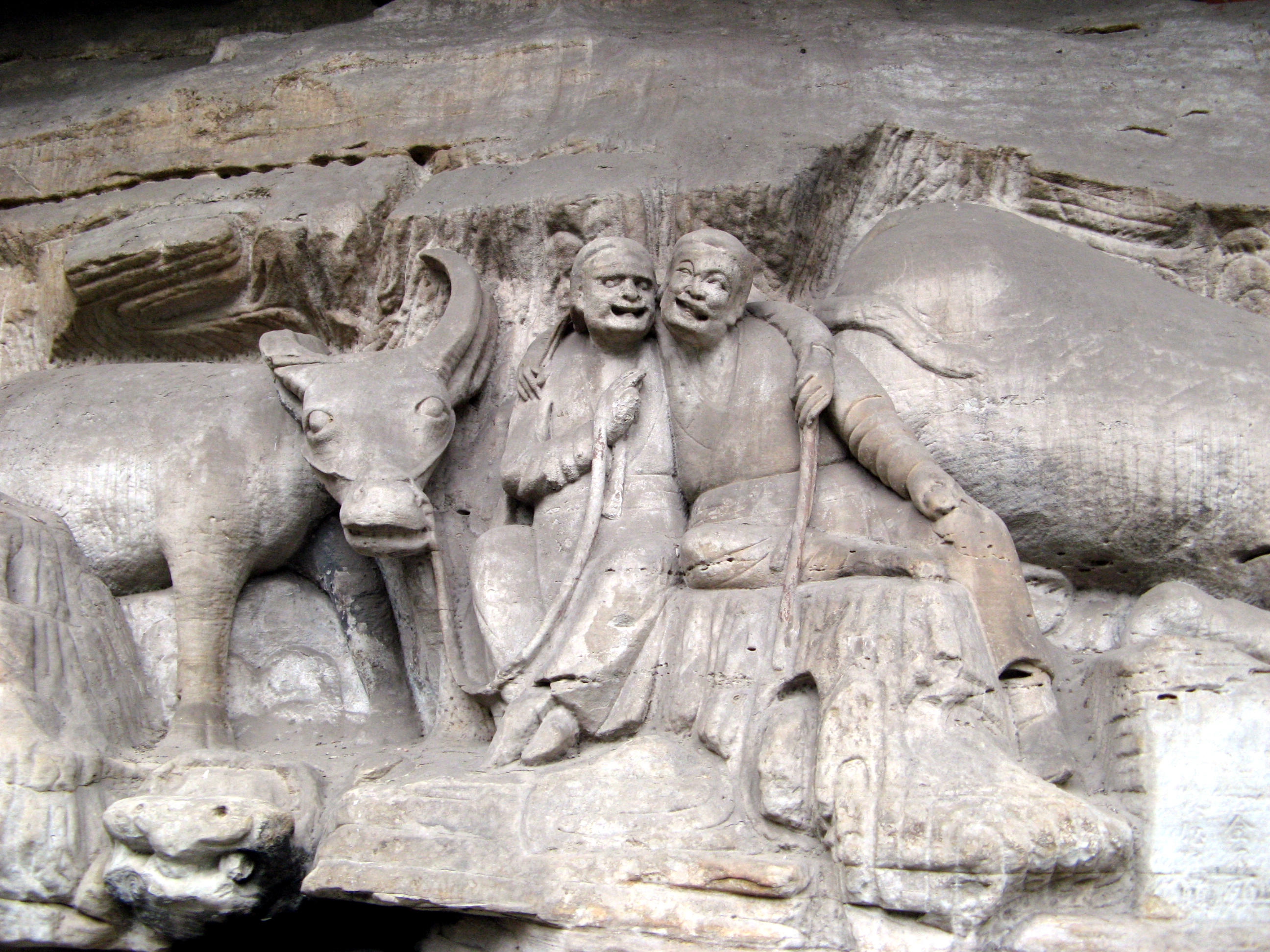
4. v) Le buffle est calme mais il est encore attaché / vi) Le buffle n'a plus de corde (à droite), et il y a deux bouviers.
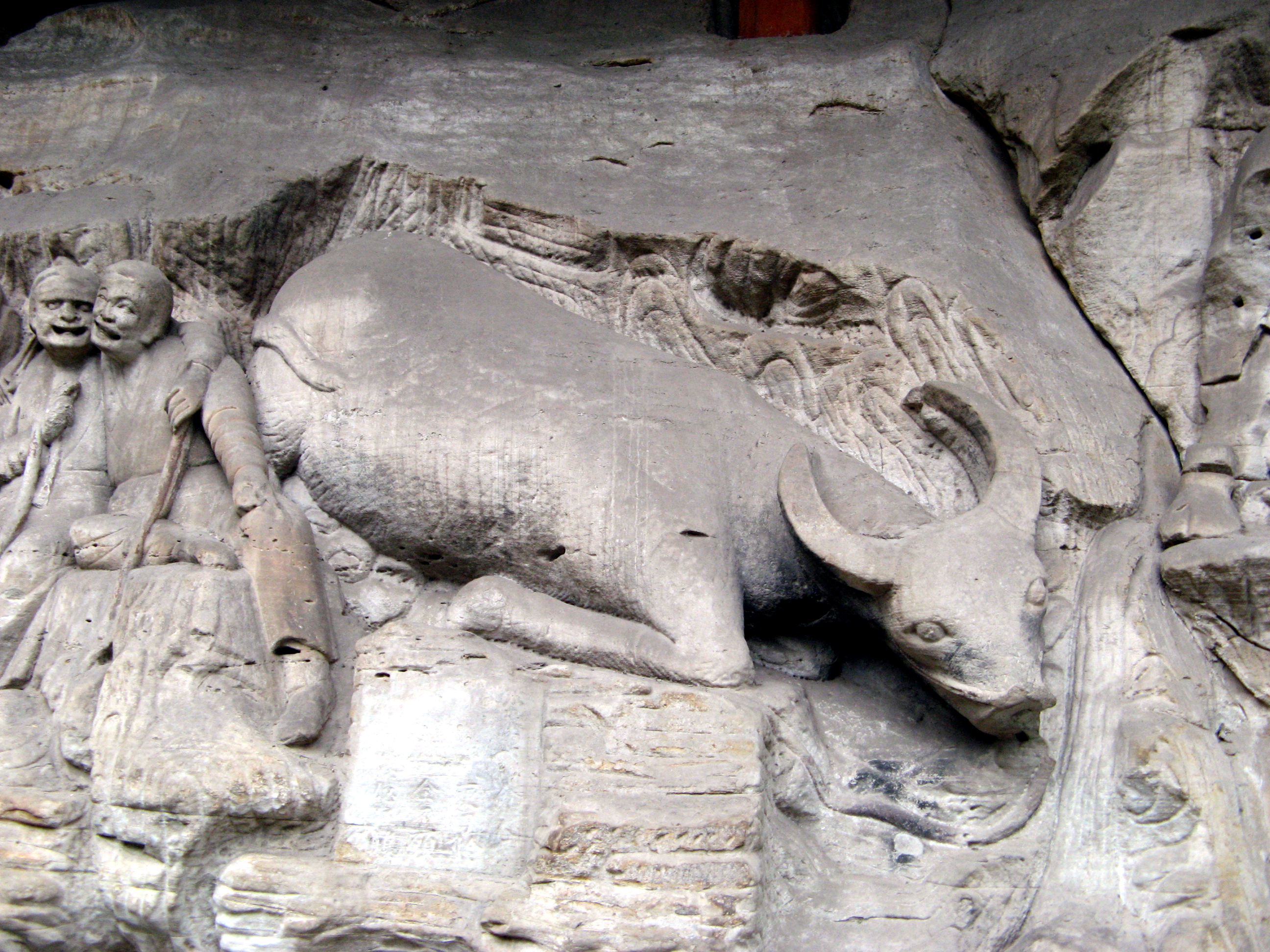
5. vi) Le buffle sans corde avec les deux bouviers.
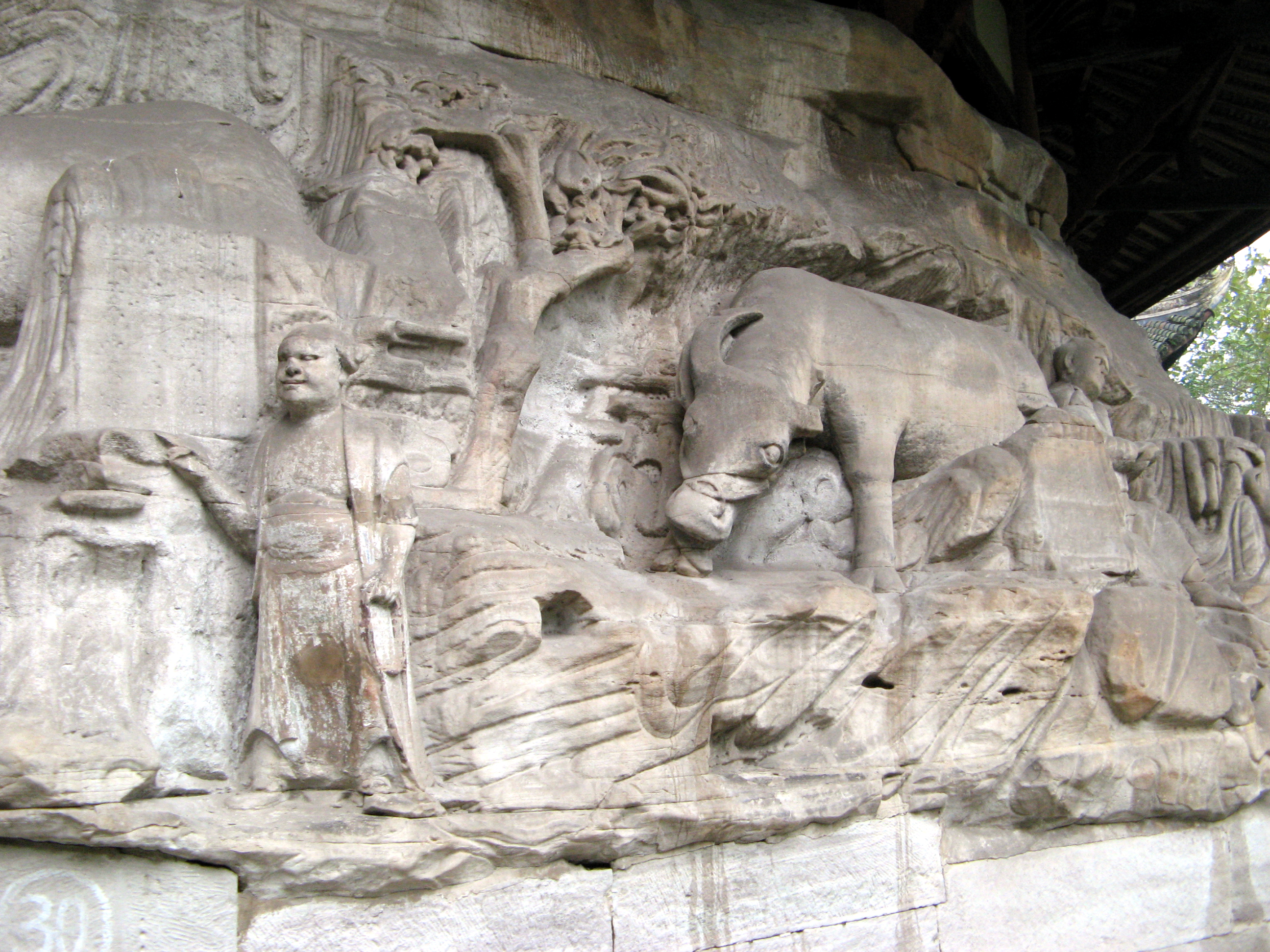
6. vii) Le buffle boit, sans que le bouvier doive veiller sur lui.
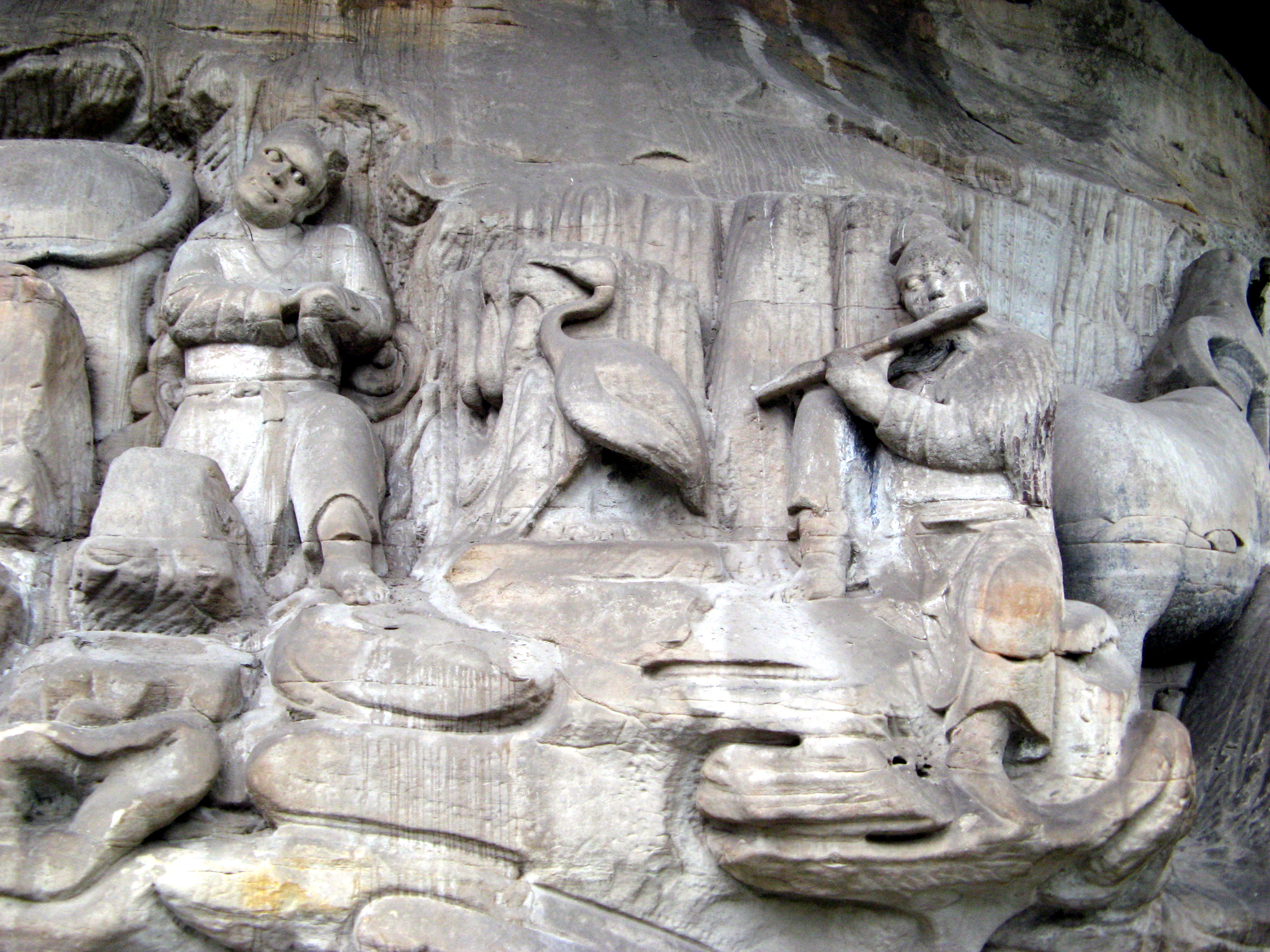
7. viii) Les deux bouviers et une grue près d'un étang; l'un joue de la flûte; le buffle a disparu.
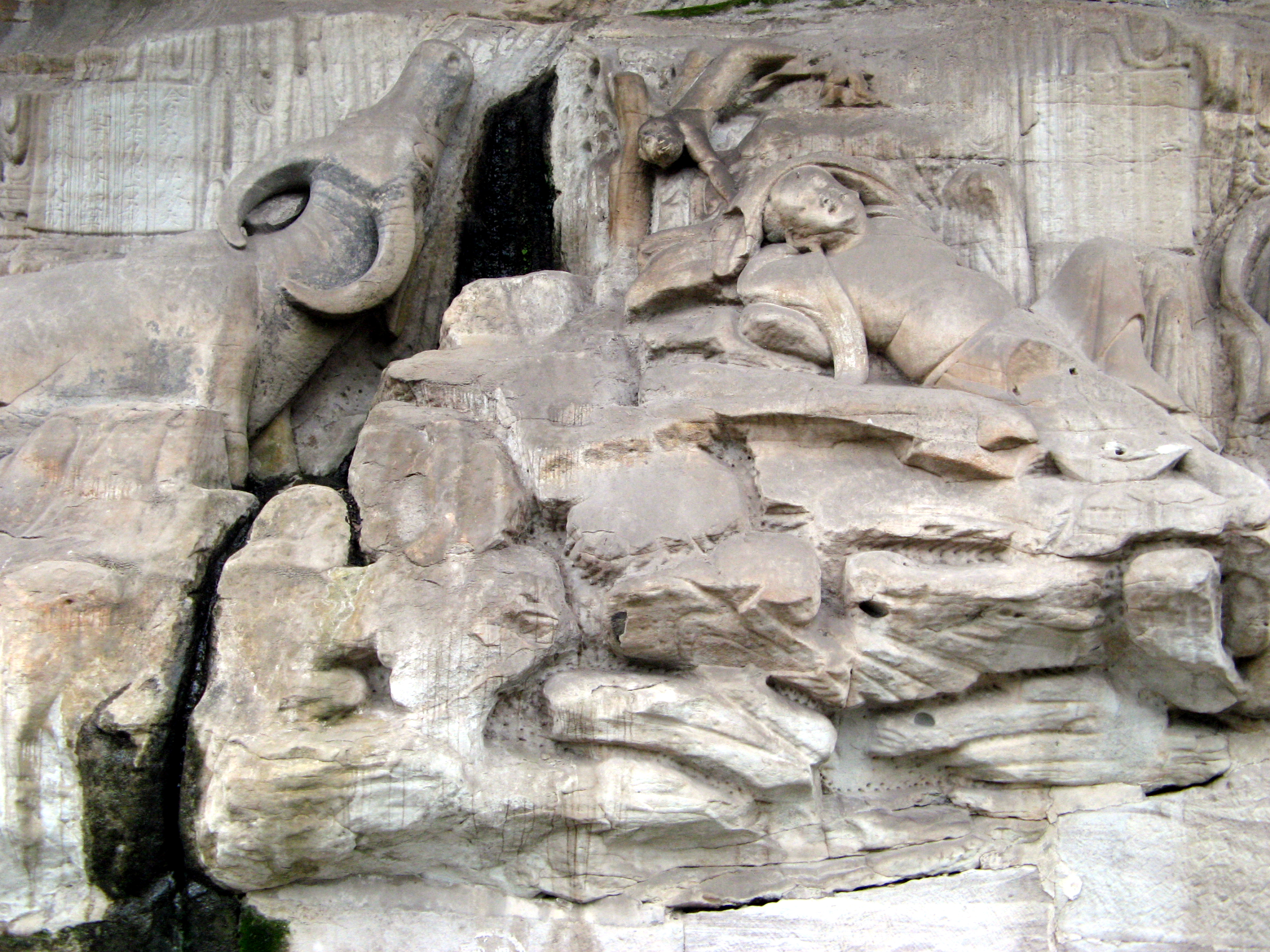
8. ix) Le buffle va de son côté, tandis que le bouvier dort sans être dérangé par le singe (l'esprit distrait).
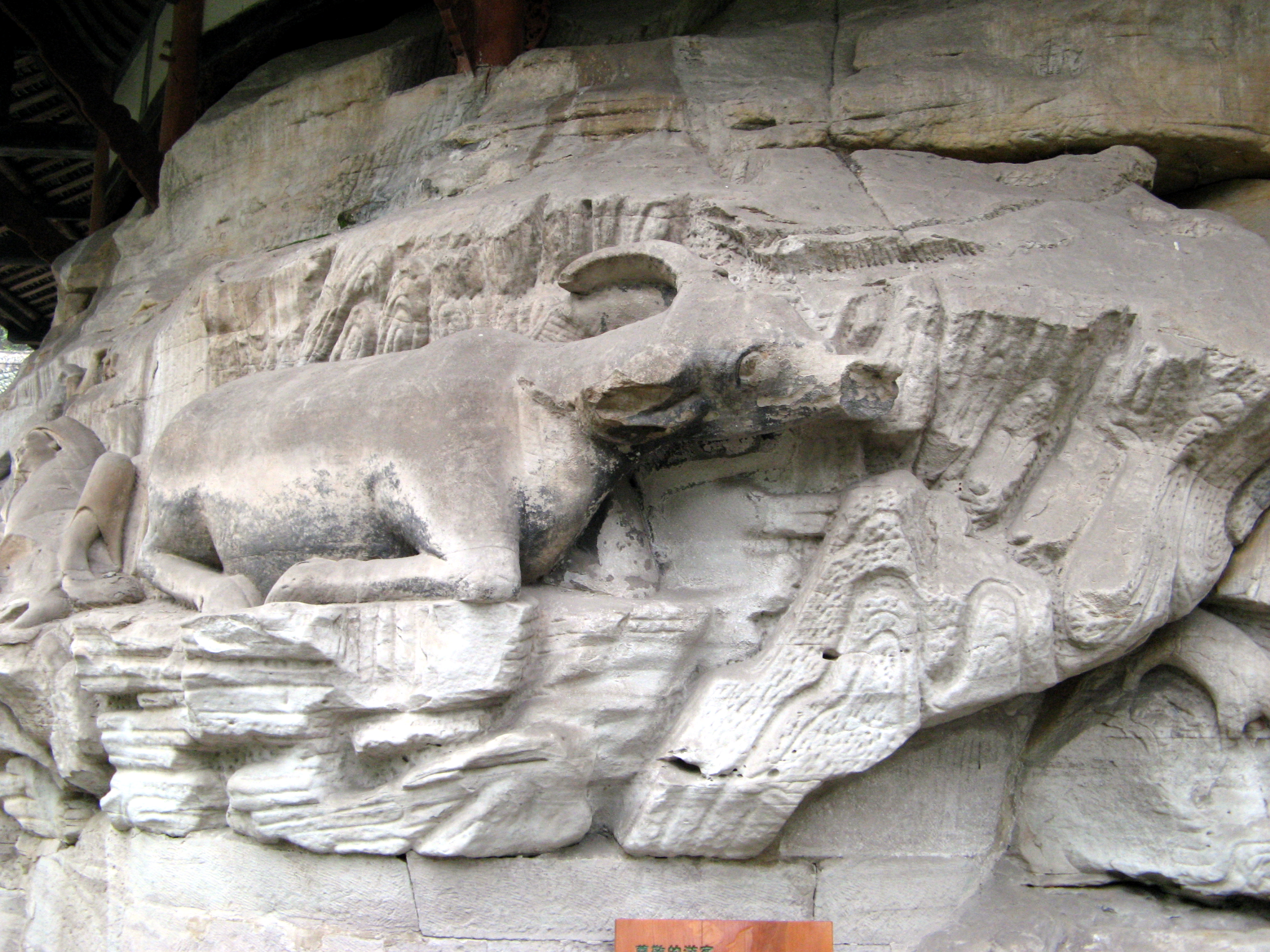
9. x) Le buffle est couché, tranquille, et le bouvier a disparu.